# Sassanides
224–651
Entités précédentes :
- Empire parthe
- Empire kouchan
- Royaume d'Arménie
- Empire himyarite
- Lakhmides

Entités suivantes :
- Califat bien guidé
- Dabwaïhides
- Bawandides
- Masmughans du Dumavand

L'Empire sassanide, officiellement connu sous le nom d'Empire des Iraniens (pehlevi : 𐭠𐭩𐭥𐭠𐭭𐭱𐭲𐭥𐭩 / Ērānshahr),, est la désignation pour la dernière dynastie impériale perse à exister avant la conquête musulmane au milieu du VIIe siècle. Nommé d'après la maison de Sasan, il a duré plus de quatre siècles, de 224 à 651, ce qui en fait la plus longue dynastie perse ayant persisté,,. L'empire sassanide a succédé à l'empire parthe et a rétabli les Iraniens en tant que superpuissance dans l'Antiquité tardive, aux côtés de son rival voisin, l'Empire romain, puis plus tard l'Empire byzantin,,.
Fondé par Ardachir Ier, qui met en déroute Artaban IV, le dernier roi parthe (arsacide), il prend fin avec la défaite du dernier roi des rois (empereur) Yazdgard III (632-651). Ce dernier, après quatorze ans de lutte, ne parvient pas à enrayer la progression du califat musulman, le premier des empires islamiques. Le territoire de l'Empire sassanide englobe alors la totalité de l'Iran actuel, l'Irak, l'Arménie d'aujourd'hui ainsi que le Caucase sud (Transcaucasie), y compris le Daghestan du sud, l'Asie centrale du sud-ouest, l'Afghanistan occidental, des fragments de la Turquie (Anatolie) et de la Syrie d'aujourd'hui, une partie de la côte de la péninsule arabe, la région du golfe Persique et des fragments du Pakistan occidental.

## Sources
Des difficultés d'étude, liées notamment au manque de sources, concernent la période des Sassanides. Malgré tout, il existe plusieurs types de sources utilisées par les historiens :
- les sources officielles (inscriptions rupestres pour le début de la période, sceaux et bulles pour la fin, numismatique) ;
- les sources secondaires (historiens arméniens, littérature syriaque, textes en moyen perse, littérature arabo-persane post-sassanide) ;
- les sources archéologiques (sites riches, mais peu explorés, et faisant l'objet de peu de publications).

## Histoire
On divise en général la période des Sassanides en trois :
- les IIIe et IVe siècles, qui correspondent à la constitution de l'Empire, au développement de l'agriculture et de l'urbanisme ;
- le Ve et le début du VIe siècle, où l'on remarque un certain déclin, et des difficultés face aux Shvetahûna ;
- les VIe et VIIe siècles, période qui débute avec le règne de Khosro Ier, marquée par un renouveau de la croissance puis un rapide déclin final.

### IIIeetIVesiècles

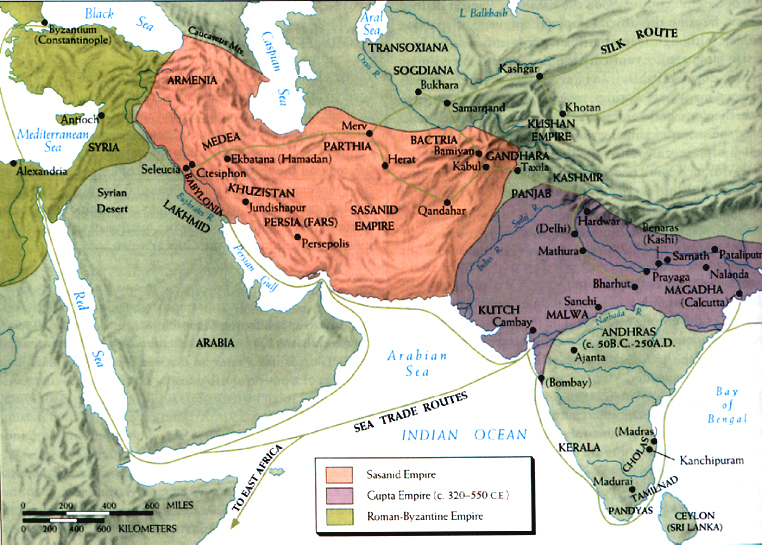
Carte comparée de l'Empire sassanide et de l'Empire gupta (320-550).

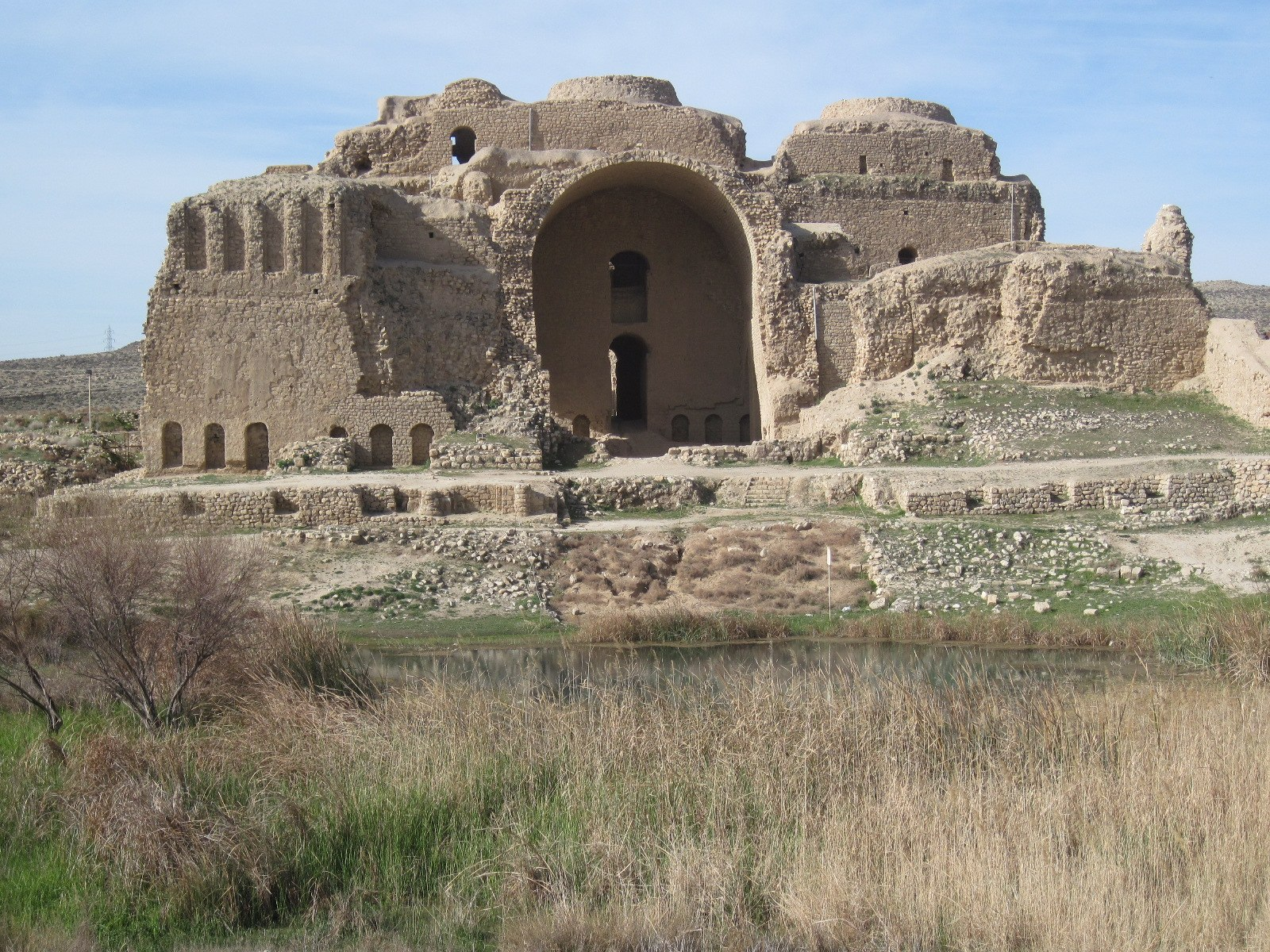
Palais d'Ardachir à 2 km au nord de Firouzabad.

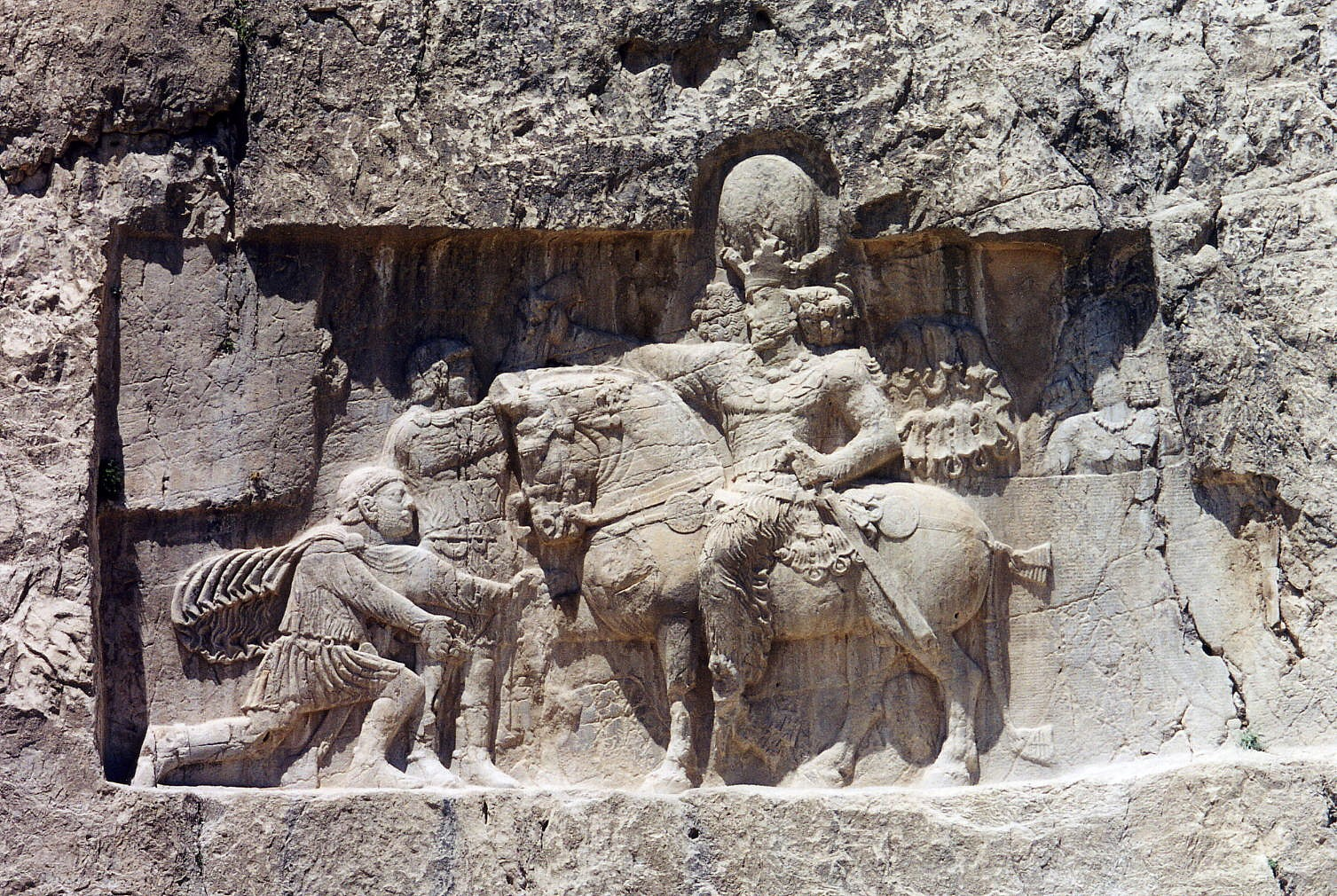
Triomphe de Chapour Ier devant les empereurs Valérien et Philippe l'Arabe (relief de Naqsh-e Rostam).

Sassan, personnage plus ou moins légendaire, prêtre du temple d'Anahita à Istakhr et descendant autoproclamé de Darius III, le dernier souverain des achéménides, est considéré comme le fondateur de la dynastie. Toutefois, la victoire de son successeur, Ardachir Ier, sur le dernier roi parthe, Artaban IV, en 224 marque réellement le début de la période sassanide. Ayant rapidement conquis le territoire parthe, Ardachir se fait couronner en 226 et meurt en 241.
Ardachir descend en droite ligne de prêtres au service de la déesse Anahita d'Istakhr. Au début du troisième siècle, ces prêtres accèdent au gouvernorat sassanide à Fars. Mais un doute subsiste sur l'origine d'Ardachir et sur les liens qui le feraient remonter à ses ancêtres supposés Sassan et Papak. On ne sait pas s'il est enfant naturel ou adopté de Papak ou de Sassan, ni si Papak est le beau-père ou le fils de Sassan. Les sources concernant les liens entre les premiers Sassanides (Sassan, Papak, Ardachir et Chapour) sont insuffisantes pour trancher,. Papak est à l'origine le principal magistrat d'une petite cité, Kheir (en). Il parvient en 200 à déposer Gocihr, le dernier roi des Bazrangides (en), et se proclame roi. Sa mère, Rodhagh, est la fille du gouverneur de la ville de Persis. Papak et son fils aîné Chapour parviennent à régner sur la province de Fars. Les sources demeurent floues sur le devenir de la lignée de Papak. En dépit de cette incertitude, il est établi que, après la mort de Papak, Ardachir, alors gouverneur de Darabgerd, affronte son frère aîné Chapour pour conquérir le pouvoir. D'après les sources, Chapour Ier s'apprête à rencontrer son frère lorsqu'il est tué par l'effondrement d'un toit. Ses autres frères sont exécutés vers 208, et Ardachir Ier se proclame roi des Sassanides,. Ardachir déplace ensuite sa capitale plus au sud, en fondant Ardashir-Khwarrah (ancien nom : Gur, devenue ensuite Firouzabad). Surplombée par de hautes montagnes et facilement défendable (cols étroits), ceinte par un haut mur circulaire probablement copié sur celui de Darabgerd, elle comporte au nord un grand palais, dont on peut encore voir les vestiges.
Plus prosaïquement, Ardachir descendrait d'une riche famille de marchands de soie qui importe depuis au moins cinq générations de la soie grège de Tchinâpâti au Pendjab (Chin-Apâdh), ville faisant travailler depuis 116 ap. J.-C. des artisans chinois, en passant par la ville de Kedjâran (kedj signifiant « soie grège »), port du golfe Persique (peut-être Kich aujourd'hui). À la fin du IIe siècle, les Sassan introduisent le ver à soie dans le sud de la province de Fars. Par leur puissance financière, ils s'allient aux seigneurs féodaux locaux. Leur origine roturière serait donc masquée par une généalogie épique forgée a posteriori, surtout dans une société parthe où l'orgueil d'une aristocratie guerrière endogame se montre primordial. C'est par mariage donc qu'il serait entré dans cette caste, épousant la fille de Bâpak, seigneur d'Istakhr (ex-Persépolis), mettant ainsi son immense fortune à la disposition de la rébellion seigneuriale.
Ardachir Ier étend rapidement son territoire, exigeant l'allégeance des princes de la région du Fars, et s'empare des provinces limitrophes de Kerman, Ispahan, de la Susiane et de Characène. En 224, le roi parthe Artaban IV, inquiet, ordonne au gouverneur du Khouzistan de marcher à son encontre, sans succès. Artaban IV décide alors de l'affronter, mais la bataille d'Hormozgan (Bandar-e-Hormoz actuel) se solde notamment par la mort d'Artaban IV. Ardachir continue alors à envahir les provinces de l'ouest de l'Empire parthe, moribond. Couronné en 224 à Ctésiphon, il prend le titre de Chah. Les inscriptions mentionnent qu'Adhur-Anahid (en) était sa « Reine des Reines », mais ses liens avec elle ne sont pas attestés.
Le fils d'Ardachir Ier, Chapour Ier, continue l'expansion de l'Empire en conquérant la Bactriane et la partie ouest de l'Empire kouchan, tout en menant plusieurs campagnes contre Rome en envahissant la Mésopotamie romaine. Battu à Reshaina (Syrie) en 243, il doit abandonner ces territoires, mais l'année suivante, l'empereur romain Gordien III est battu à Misichè (en). Certaines sources antiques ont longtemps incité les historiens contemporains à croire à la théorie de l'assassinat de Gordien III par Philippe l'Arabe. Cependant, l'inscription monumentale des Res Gestæ Divi Saporis, retrouvée à Naqsh-e Rostam, nous dit que Gordien III est bien mort à la suite de la bataille de Misichè, soit pendant les combats, soit du fait de ses blessures. Chapour conclut alors un avantageux traité de paix avec le nouvel empereur, Philippe l'Arabe, pour reprendre ensuite le combat en 252 et battre les Romains à Barbalissos, lesquels, sous l'empereur Valérien, essuient une nouvelle défaite à Édesse. Chapour Ier capture Valérien, qui sera gardé prisonnier sa vie durant, et immortalise ce triomphe en faisant graver la scène à Naqsh-e Rostam, et aussi à Bishapour, dans une version plus élaborée. Ce site contient quatre tombeaux de la dynastie achéménide et sept des Sassanides. En 260, il pénètre en Anatolie mais subit alors une grande défaite, perdant à cette occasion son gynécée et tous les territoires romains qu'il avait conquis,.
Sous le règne de Vahram II, Ctésiphon, la capitale, est mise à sac par l'empereur romain Carus, et la majeure partie de l'Arménie, après un demi-siècle de domination sassanide, est cédée à Dioclétien. Narseh, le successeur, s'engage dans une autre guerre avec les Romains et est battu en Arménie en 298. Les Sassanides sont alors obligés de céder cinq provinces à l'est du Tigre et de renoncer à leurs prétentions en Arménie et en Géorgie par la paix de Nisibe. Narseh cède son trône en 301 et meurt l'année suivante. Son fils, Hormizd II, mate les révoltes au Sistan et au Kouchan mais doit céder devant la noblesse. Il est tué par des Bédouins en 309.
De nombreux problèmes sont rencontrés sur les frontières occidentales comme orientales. À l'est, l'expansion progressive des Sassanides provoque des soulèvements chez les nomades kouchans, qui refusent de céder leur territoire. Un peu plus tard, à la fin du IVe siècle, les Huns Shvetahûna puis les Kidarites déferlent sur les Sassanides, avant de se fixer finalement en Transoxiane et au Gandhara.
Le monde romain s'accommode mal de la montée du pouvoir de cette dynastie expansionniste, avec les conflits incessants se succédant entre les deux puissances, avant d'aboutir finalement à un traité de paix en 384 entre Théodose Ier et Chapour III : face à la menace des Huns, les Romains choisissent d'appliquer aux Sassanides une politique d'État allié, décident de les payer pour qu'ils protègent le Caucase et bloquent la pression des peuples d'Asie centrale.
Ont aussi lieu à cette époque les nombreuses luttes contre les Arsacides, l'une des petites dynasties de la plaine arabique, qui côtoie de nombreux bédouins.

### Vesiècleet début duVIesiècle
Au Ve siècle, les menaces sur la frontière orientale, notamment de la part des Shvetahûna, se font plus insistantes. C'est d'ailleurs vers cette période qu'est construite la muraille de Gorgan, long ouvrage de briques reliant la mer Caspienne et les montagnes. Si Vahram V (420-438/439) parvient à obtenir une victoire, Péroz Ier est fait prisonnier cinquante ans plus tard, en 476, et durant toute la fin du Ve siècle, les Sassanides restent tributaires des Shvetahûna. De plus, des troubles dus à un état économique moins florissant qu'auparavant, mais aussi à une religion rigoureuse, éclatent, en particulier au début du VIe siècle, sous le règne de Kavadh Ier.

### VIeetVIIesiècles

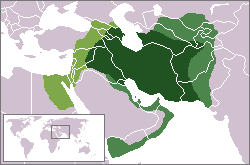
Expansion de l'Empire sassanide de 602 à 629 (plus pâle : territoires vassaux ; plus jaune : conquis en 620 sur l'Empire byzantin).

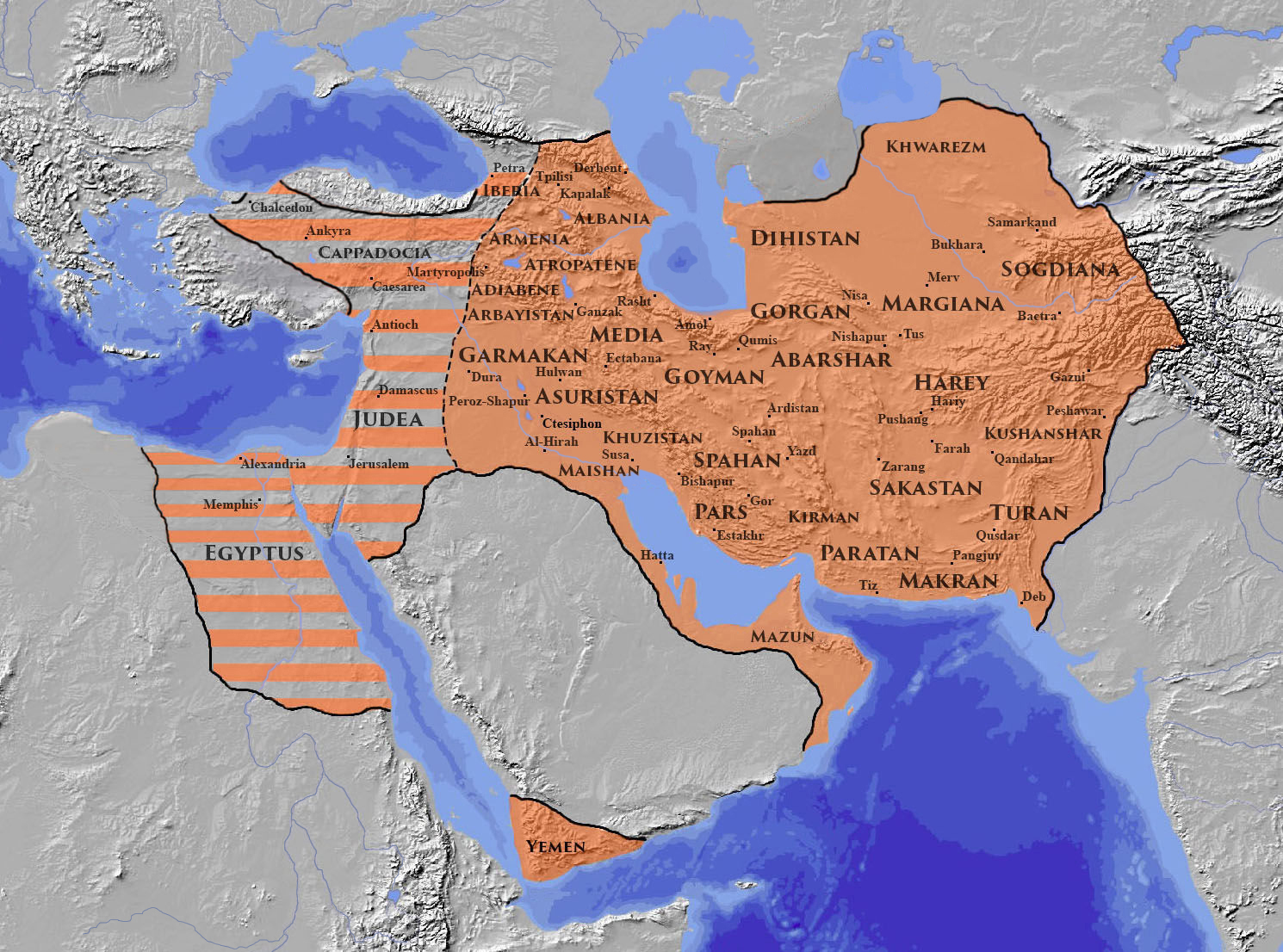
L'empire perse des Sassanides à sa plus grande extension vers 621 apr. J.-C.

À partir du règne de Khosro Ier (« à l'âme immortelle »), appelé Chosroès par les Grecs, des réformes mettent en place un nouveau système d'impôts, qui sera plus tard repris par les Arabes. Le pouvoir est désormais confié à une petite noblesse, plutôt qu'à de grands propriétaires. L'Empire s'étend vers l'Arabie méridionale, permettant le contrôle du commerce entre Constantinople et l'Extrême-Orient (Inde, Chine). Les victoires qui mettent fin à la domination des Shvetahûna entraînent également une expansion importante vers l'est, jusqu'à l'Oxus (actuel Amou-Daria).
Khosro Ier est resté très célèbre en perse : de nombreuses paroles et de nombreux faits lui sont attribués. Il réalise de grands travaux publics, comme des canaux d'irrigation, ou la fondation à Goundichâpour d'une école médicale fondée sur les théories grecques.[réf. nécessaire] C'est également sous son règne que sont accueillis à la cour des philosophes et savants grecs expatriés après la fermeture de l'École néoplatonicienne d'Athènes en 529.
Sous Khosro II (le Triomphant), l'expansion territoriale se poursuit, avec l'occupation de la Syrie, de l'Égypte et de la Palestine, conquis sur l'Empire byzantin. Mais la contre-offensive d'Héraclius aboutit finalement au pillage de la résidence royale de Dastagird, puis à l'assassinat de Khosro II à Ctésiphon, lors d'une fronde de la noblesse en 628. Ce règne reste associé toutefois à une période de luxe, avec la construction des palais de Qasr-e Chirin et Dastajird, et le grand goût pour la poésie et la musique.
Le règne de Kavadh II, marqué par un traité de paix avec Constantinople, qui provoque un repli sur le territoire de Khosro II, inaugure la fin de l'apogée des Sassanides et le début d'une anarchie qui ne s'achèvera qu'avec la conquête arabe. En 637, la prise de Ctésiphon puis, en 642, la défaite de Nehavend sonnent la fin de l'Empire sassanide. Yazdgard III s'enfuit à Merv et finit par y être assassiné en 651. Son fils Péroz III se réfugie à la cour de Chine, et la dynastie sassanide survit quelque temps en tant que gouvernorat d'un petit territoire sous la suzeraineté des Chinois.

### Liste des souverains sassanides
- 224-241 : Ardachir Ier.
- 241-272 : Chapour Ier.
- 272-273 : Hormizd Ier.
- 273-276 : Vahram Ier.
- 276-293 : Vahram II.
- 293-293 : Vahram III.
- 293-302 : Narseh.
- 302-309 : Hormizd II
- 309-309 : Adhur-Narseh.
- 309-379 : Chapour II.
- 379-383 : Ardachir II.
- 383-388 : Chapour III.
- 388-399 : Vahram IV.
- 399-420 : Yazdgard Ier.
- 420 : Chapour de Perse.
- 420 : Khosro l'Usurpateur.
- 420-438 : Vahram V.
- 438-457 : Yazdgard II.
- 457-459 : Hormizd III.
- 459-484 : Péroz Ier.
- 484-488 : Valash.
  - 485 : Zareh, prétendant.
- 488-496 : Kavadh Ier.
- 496-498 : Zamasp.
- 498-531 : Kavadh Ier.
- 531-579 : Khosro Ier.
- 579-590 : Hormizd IV.
- 590 : Khosro II.
- 590-591 : Vahram VI.
- 591-628 : Khosro II, restauré.
  - 593-600 : Vistahm.
- 628 : Kavadh II.
- 628-630 : Ardachir III.
- 630 : Schahr-Barâz
- 630-630 : Bûrândûkht (reine).
- 630-630 : Shapur V.
  - 630 : Khosro III.
  - 630 : Péroz II
  - 630-631 : Farrukh Hormizd V.
- 630-631 : Azarmedûkht (reine).
  - 631 : Khosro IV.
  - 631 : Farrukhzad Khosro V.

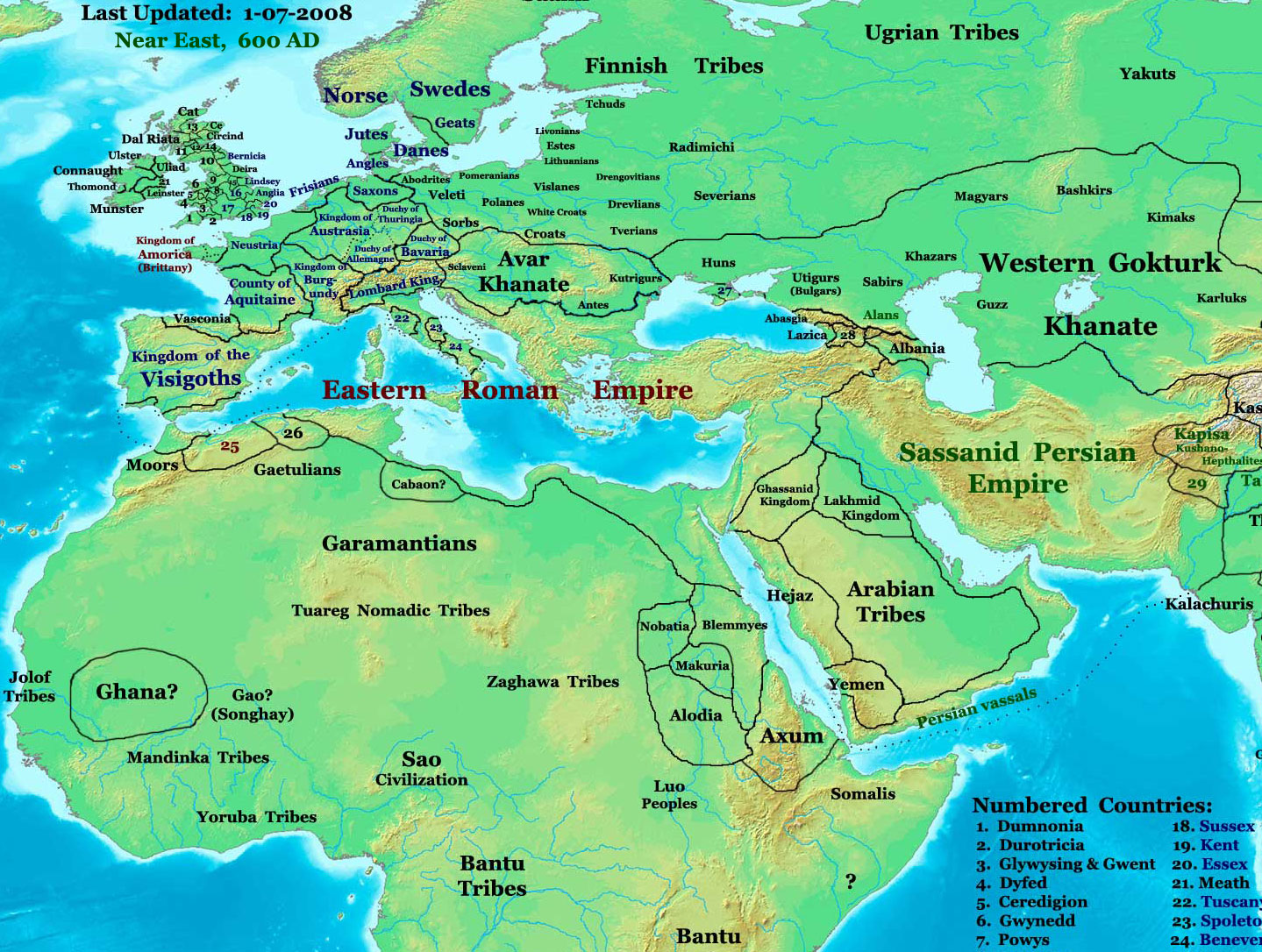
La Perse sassanide (liséré vert) et son environnement vers l'an 600, à l'issue du règne de l'usurpateur Vistahm.

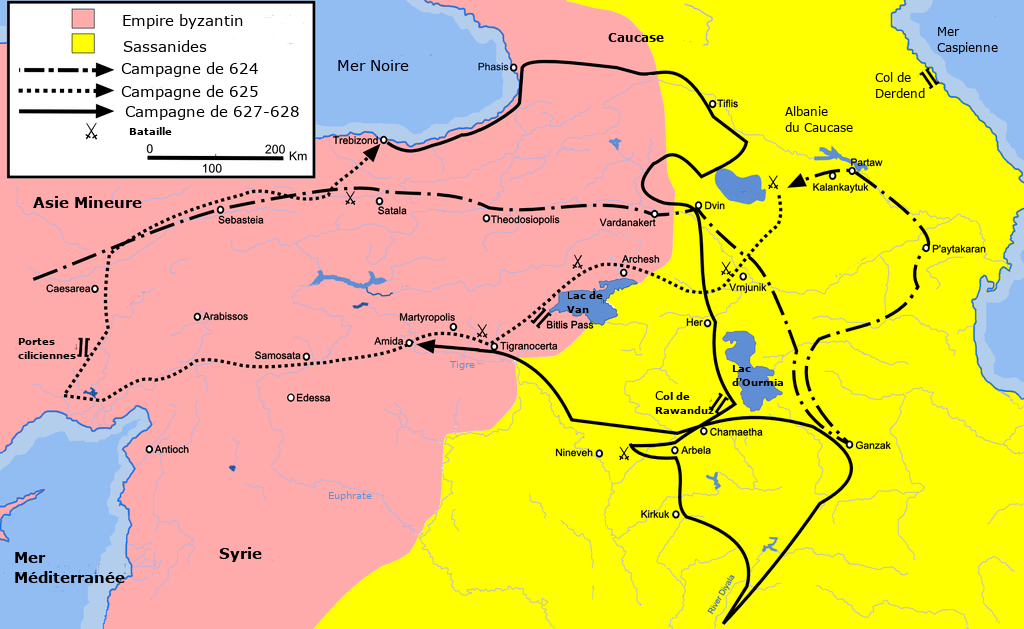
Campagnes byzantino-sassanides (624-628).

- 631-632 : Bûrândûkht (reine rétablie).
  - 630-632 : Hormizd VI.
- 632-651 : Yazdgard III.
- 651-677 : Péroz III.

## Aspect socio-politique

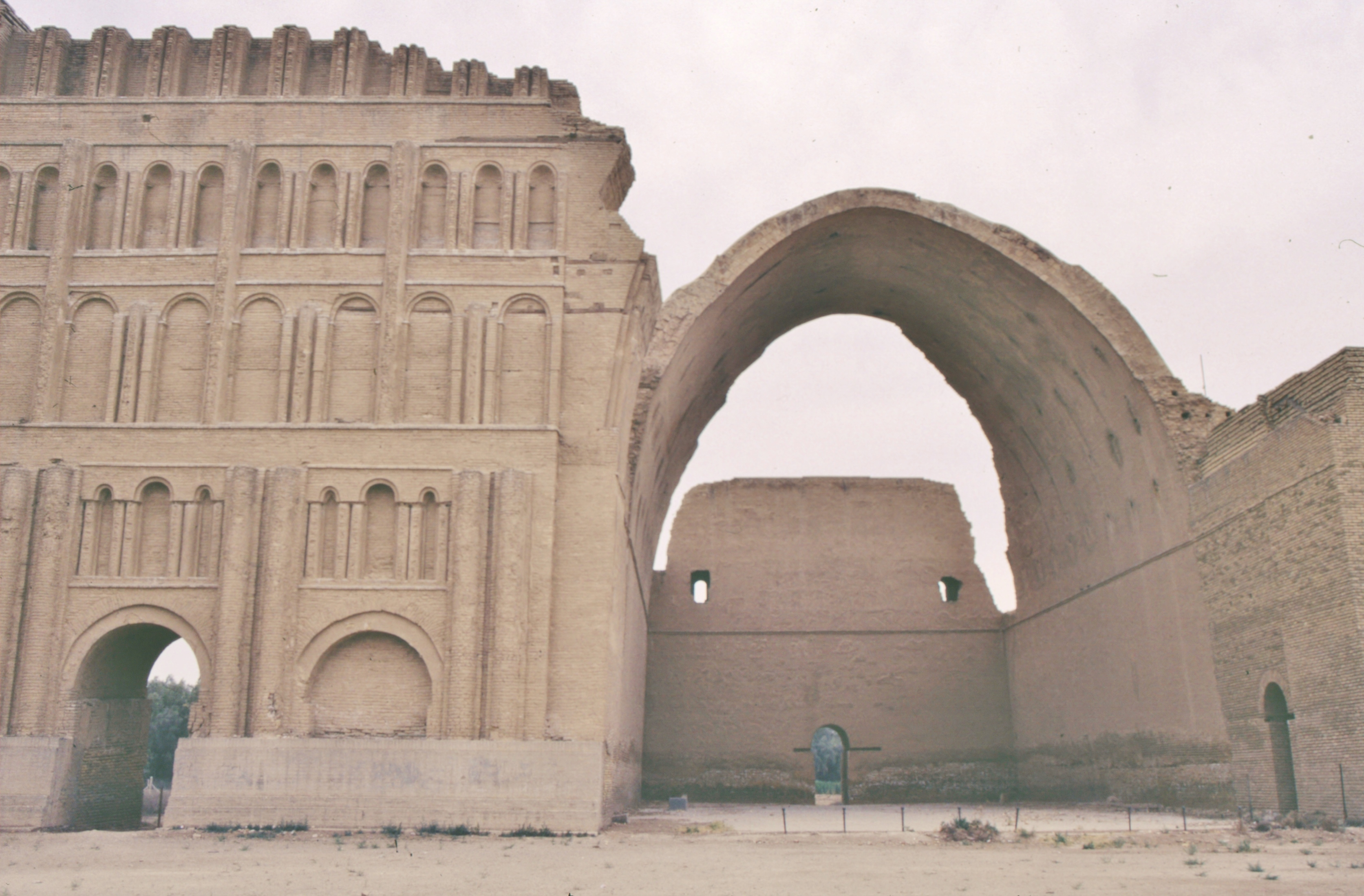
Taq-e Kisra est considéré comme le symbole de l'Empire perse durant la dynastie sassanide.

La dynastie sassanide montre un grand sens de l'administration, des échanges internationaux et de l'exploitation agricole (irrigation et barrages). Il s'agit d'une civilisation orale, avec un pouvoir fort et centralisé et un vaste réseau de communication. Les guerres incessantes qui secouent l'Empire sont aussi un facteur important à prendre en compte.

### Organisation de la société
La société est divisée en trois catégories, sur la structure indo-européenne, chacune ayant à sa tête un chef (salar). On compte ainsi :
- les prêtres ;
- les guerriers ;
- les cultivateurs.

Les artisans sont tout d'abord insérés dans la classe des cultivateurs, avant d'être reconnus comme catégorie à part entière. Ce système de « castes » reste en général assez stable, mais nécessite cependant un bon équilibre entre noblesse et religion. Le mouvement de révolte populaire (inspiré par Mazdak) qui voit le jour sous Kavadh Ier, et qui se traduit par la rébellion contre la religion mazdéenne et par la mise en communauté de certains biens et semble-t-il la fin des gynécées (certains historiens estiment qu'ils demandaient aussi la libre disposition des femmes), montre que la rupture de cet équilibre entraîne forcément des troubles. Un second grand mouvement de révolte, plus lié à une situation géopolitique difficile, voit aussi le jour à la fin du VIe siècle.

### Organisation du pouvoir royal

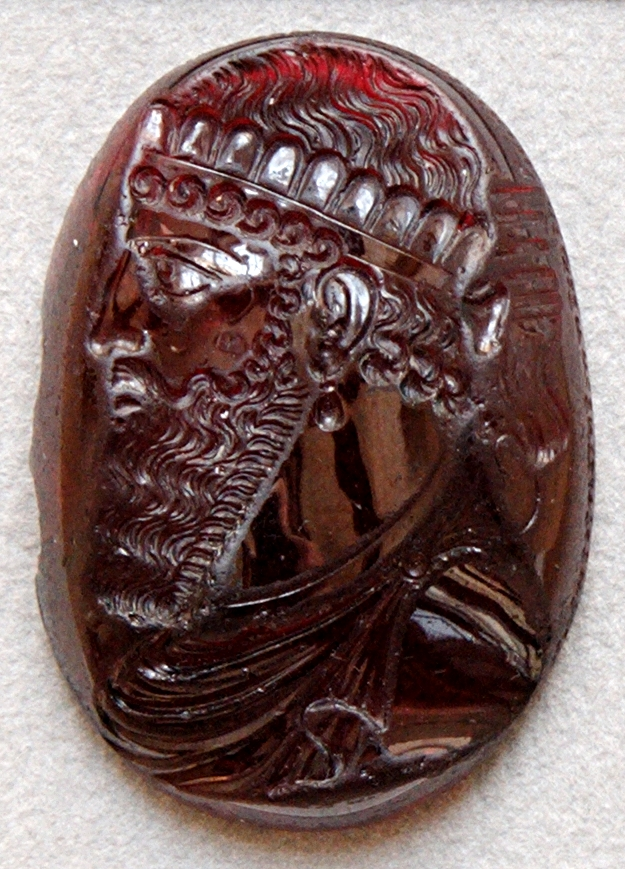
Intaille sassanide en grenat au portrait du « seigneur mazdéen Sabuhr, roi des rois d'Eran » en pahlavi.

Le roi est le chef de l'État sassanide. Chapour Ier est le fondateur de la titulature royale sassanide, en se nommant « Roi des Iraniens et des Non-iraniens » (shahanshah eran ud aneran). Il exerçait les principales fonctions politiques, militaires, judiciaires et administratives.
Le mode de succession est assez difficile à établir. Il semblerait que le pouvoir se passe par les fils et les frères, avec une intervention décisive des nobles. Souvent, le roi s'adjoint un successeur de son vivant, et le place à la tête d'une grande région (comme l'ancien cœur de l'Empire kouchan, ou l'Arménie) pour apprendre l'exercice de la politique. Quoi qu'il en soit, le trône est toujours occupé par un membre de la lignée d'Ardachir Ier, à la notable exception de Vahram VI, ce qui semble indiquer un profond attachement à la famille royale sassanide.
Au début de la période, on note un maintien des structures parthes, s'appuyant sur sept grandes familles arsacides, sans leur laisser toutefois trop de pouvoir. Mais la plupart d'entre elles finirent par être supprimées. Des dynasties locales, issues de la famille royale sassanide, furent installées dans certaines régions, comme le Sistan. Elles étaient dirigées par des personnages portant simplement le titre de « roi » (chah). D'une manière générale, l'Empire sassanide apparaît comme plus centralisé que son prédécesseur parthe. Seuls quelques royaumes et tribus vassaux subsistent, comme en Ibérie (Géorgie actuelle), ou bien les territoires des Souren, Karens et Varazes, anciennes familles de la noblesse parthe.
La cour et la haute société sont divisées en quatre classes :
- les souverains chargés de gouverner un pays (shahdaran) ;
- les princes de sang royal, mais sans commandement de province (vis pehram) ;
- les grands (vozorghan) ;
- les nobles (azadan).

#### Administration centrale
Le roi était assisté dans sa tâche par un premier ministre, aux prérogatives mal connues. D'autres hauts dignitaires avaient une position importante :
- eran-spahbādh : le chef des guerriers qui exerce la fonction de chef militaire, et est aussi chargé de la gestion des affaires diplomatiques du royaume ;
- eran-dibherbādh : le chef de la bureaucratie qui dirige une équipe de secrétaires-scribes, ayant chacun des fonctions précises (justice, revenus du royaume, de la cour, des écuries, du trésor, des temples du feu et des donations pieuses) ;
- vastryoshbādh : le chef de l'agriculture et de l'artisanat, chargé de lever l'impôt.

L'impôt sert à pourvoir les finances de l'État. Il est présent sous deux formes : la première, l'impôt foncier, est perçu auprès des paysans possédant une terre, son montant étant défini en fonction des rendements obtenus sur celle-ci. la capitation constitue la seconde source de revenus de l'État ; cependant, sont exemptés les nobles, les prêtres, les soldats et les membres de l'administration.

#### Administration provinciale
Sous Chapour Ier, l'Empire est divisé en vingt-six provinces, qui sont parfois des royaumes vassaux, situés à la périphérie. Les provinces étaient dirigées par un gouverneur, le marzban. Au rang inférieur, on trouvait une plus petite division administrative, dirigée par un fonctionnaire choisi parmi le groupe des dehqan, les petits ou moyens propriétaires terriens.
Une inscription retrouvée à Ka'ba-ye Zartosht nous fournit la liste des provinces de l'Empire sassanide sous le règne de Chapour Ier. Elle part des provinces centrales pour ensuite nommer les provinces périphériques : Fars, Parthie, Susiane, Mésène, Assuristan (Mésopotamie), Adiabène, Arabistan (Mésopotamie du nord), Atropatène (Azerbaïdjan), Arménie, Ibérie (Géorgie), Machélonie, Albanie (Caucase oriental), Balasagun (dans le Caucase), Patishkhwagar (en) (autour de l'Elbourz), Mède, Hyrcanie, Margiane, Arie, Abarshahr (en), Carménie (Kerman), Sakastan (Sistan), Touran, Makran, Paradène, Inde (le sud de la vallée de l'Indus), Empire kouchan (de Peshawar jusqu'à la Sogdiane) et Mazun (Oman).
Une distinction ethnique est toujours effectuée entre Iran et non-Iran, comme le reflète la titulature royale.

### L'armée
L'armée sassanide, centrée autour d'entités lourdes comme les éléphants de guerre et la cavalerie cuirassée, a été l'une des plus efficaces de la fin de l'Antiquité.
Son modèle, basé sur des nobles provinciaux (azadan) qui financent leur équipement et leur entraînement par les revenus d'un fief confié par le roi, a influencé toutes les cultures ayant côtoyé ses armées.

## Économie

### Monnaie

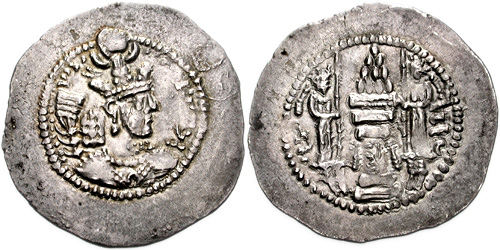
Drahm en argent de Yazdgard II frappé avant 457.

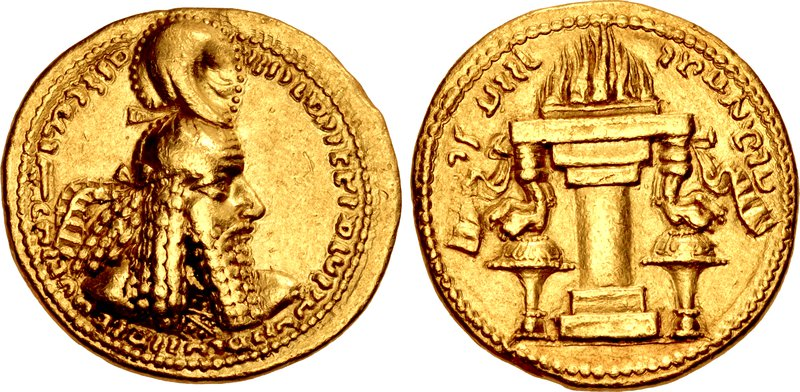
Double dēnār d'or de Ardachir Ier, frappé vers 233-238.

Les Sassanides frappent durant plus de quatre siècles (224–651) une quantité très importante de monnaie, qui fait de cette civilisation le deuxième plus gros producteur, après les Romains.
Le régime monétaire est piloté par des émissions en argent : la principale unité de compte est le drahm (drachme) qui pèse un peu plus de 4 g et comprend des sous-multiples (hémidrachme : le demi-drachme), l'obole appelée dang, et des multiples comme le tétradrachme (4 drachmes). Six oboles donnent un drachme.
La monnaie d'or est rare, et reste réservée à l'usage aux classes dirigeantes, aux politiques et aux chefs d'armées. Les émissions d'or cherchent parfois à concurrencer celles des Romains et des Kurdes. Le poids moyen d'une pièce d'or sassanide, appelée dēnār (cf. dinar), est de 7 à 7,4 g.
Les émissions en cuivre sont limitées. C'est donc surtout l'argent métal qui domine ce système, et qui constitue la paie des armées et des rançons, ainsi que l'usage au quotidien lors des achats de marchandises.
Sur le plan iconographique, le drachme se présente avec d'un côté le portrait du souverain en buste, et de l'autre, la représentation au centre d'un temple du feu cerné par deux personnages dédiés au culte surmontés de deux symboles, à gauche, celui du Faravahar, à droite, celui du taureau. Les inscriptions sont en moyen perse (pahlavi).
Le pouvoir d'émettre la monnaie est fortement centralisé et contrôlé directement par le souverain ; l'administration monétaire délègue dans chaque atelier, un surintendant chargé de veiller à la frappe qui se pratique au marteau. La cadence d'émission augmente sensiblement au moment des grandes campagnes militaires : il existe donc un lien ténu entre la masse monétaire de l'empire et les phases de conquêtes.
La monnaie sassanide, grâce aux échanges, se retrouvait jusqu'en Asie centrale et en Chine. Après la conquête de ce territoire par le Califat omeyyade, leurs premières émissions monétaires dans cette région reprennent exactement les mêmes motifs, ajoutant peu à peu des inscriptions en arabe.

### Agriculture

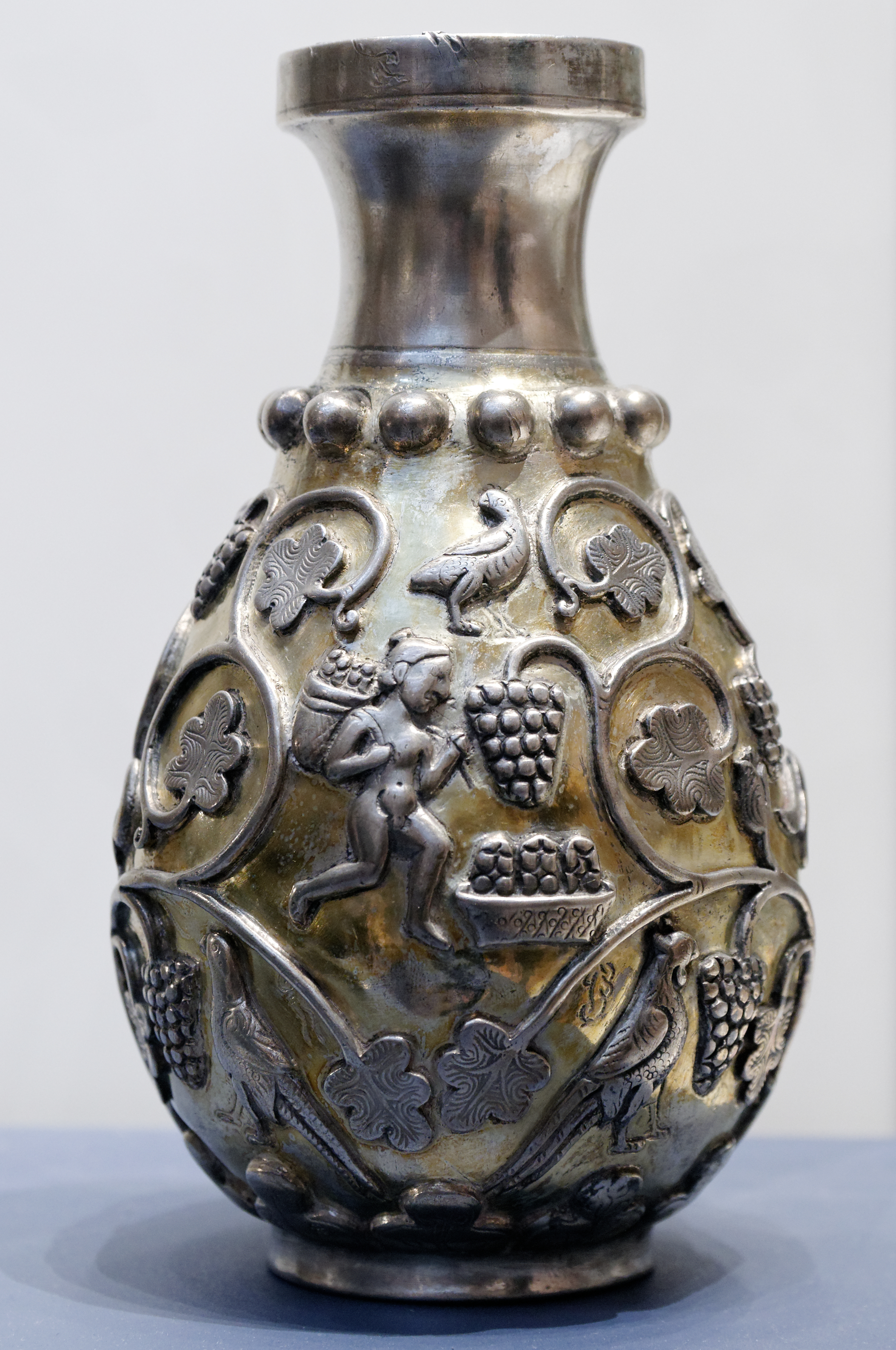
Vase sassanide en argent illustrant les vendanges.

C'est le grand développement agricole, en Susiane et au Khouzistan, grâce à l'irrigation, qui permet le développement de villes. Les terres sont réparties entre trois grands groupes :
- les rois disposent de grands domaines, notamment de réserves de chasse ;
- les nobles possèdent aussi de nombreuses terres, mais à partir de Khosro Ier, les impôts en sont détournés au profit du pouvoir ;
- les petits propriétaires terriens (dehkan), sont des sortes de « chevaliers ». Payés par la donation d'un fief, ils en tirent leurs principales ressources.

La construction de barrages, de grands canaux et de ponts, permet d'augmenter le domaine cultivé, notamment dans le Khouzistan, dans le bassin de la Diyala et dans le Fars. Les cultures (céréales, riz, canne à sucre et, à grande échelle à partir du VIe siècle, sériciculture, présente dès le IIe siècle) peuvent ainsi être exportées. La sélection de races de chevaux servira plus tard aux conquérants arabes pour les chevaux dits arabes qui étonnèrent tant les premiers croisés par leur agilité.

### Exportations
Outre les produits d'agriculture, les Sassanides exportent aussi des produits manufacturés, notamment des soieries. En effet, c'est à partir de la fin du IIe siècle que l'on observe les débuts des relations avec la Chine, notamment pour l'exportation de soie brute (soie grège) et la culture du ver à soie, mais c'est surtout à partir du IVe siècle que les relations commerciales s'intensifient. C'est l'Iran sassanide qui contrôle la partie occidentale de cette route de la soie, et détient donc le monopole du commerce vers Constantinople, et l'Europe également. Des Sassanides s'installent même en Chine, surtout à partir du VIe siècle. Les relations se développeront aussi grâce aux missionnaires nestoriens suivant les routes caravanières.
Le commerce a lieu aussi vers l'Inde par voie maritime (port de la Mésène), et par voie terrestre vers la Syrie (Doura Europos et Palmyre). Les produits du Zagros, acheminés par voie fluviale sur le Tigre et le Khabour, affluent depuis la vallée de l'Euphrate (qui lui-même n'est pas navigable). Les Sassanides utilisent des radeaux de bois sur des outres gonflées d'air (kelkehs) comme le faisaient déjà les Assyriens, et qui continueront d'être utilisées au XIXe siècle. Ces radeaux peuvent transporter plusieurs tonnes de marchandises. Un commerce également florissant a lieu avec l'Asie centrale.

## Religion
La dynastie sassanide marque la période de gloire du zoroastrisme, qui est alors élevé au rang de religion d'État. Sassan lui-même était préposé au temple de la déesse Anahita à Istakhr.

### Principes généraux
La religion zoroastrienne, fondée vers 1400-1000 av. J.-C. par Zoroastre, est un hénothéisme : si elle comporte un dieu principal, Ahura Mazda (dieu du ciel), elle en reconnaît néanmoins d'autres, comme Anahita (déesse guerrière et de la fécondité) et Mithra (dieu du soleil et de la justice). Sous les Sassanides, on note une évolution vers un dualisme entre un principe bon (Spenta Mainyu, assimilé à Ahura Mazda) et un esprit mauvais (Ahriman), qui coexistent dans chaque être vivant. Ce dualisme, clairement mis en avant dans le manichéisme dès le début de la période sassanide, restera présent dans l'islam chiite duodécimain[réf. nécessaire].
Comme toute religion, le zoroastrisme (qui comprend une réforme mazdéiste), comporte plusieurs rites liés aux principes fondateurs :
- la vénération du feu éternel (rite repris par nos civilisations modernes pour honorer les soldats inconnus) ;
- l'importance de la pureté rituelle (pas de pollution par le monde extérieur, notamment dans les contacts avec les cadavres, et par le monde intérieur, comme lors des accouchements). Cette recherche de pureté explique l'importance accordée aux ossements, rituellement purs, et la coutume funéraire remontant aux Achéménides qui consiste à laisser le corps être décharné par les charognards et à en récupérer les os (mais ce rite n'est absolument pas observé partout, en témoignent les tombes retrouvées, y compris celles des empereurs). La mort est un sujet tabou, car elle comporte irrémédiablement des souillures, ce qui permet de comprendre le peu de stèles ou de monuments funéraires. C'est encore pour ce culte de la pureté qu'on préconisera l'inceste pour la famille royale ;
- une anthropologie chamanique ;
- trois règles d'or : la bonne parole, la bonne pensée, la bonne action.

Les rites consistent généralement en sacrifices animaux et en libations, qui se fixent avec le culte de Mithra (communion du vin, dans des rhytons). On note le peu de représentations purement religieuses auxquelles donne lieu le culte mazdéen sous les Sassanides.

### Textes fondateurs
Le texte fondateur du zoroastrisme est l'Avesta, aujourd'hui en grande partie perdu. D'abord transmis oralement pendant plus d'un millénaire, il est mis par écrit au Ve siècle au plus tôt, mais la première copie connue ne remonte qu'au Xe siècle. L'Avesta contient notamment les ghatas, chants composés par Zoroastre, les yasht, hymnes adressés au panthéon zoroastrien, et vingt et un nashks qui contiennent des commentaires sur les ghatas, les rituels et la justice. Des ouvrages plus tardifs en moyen perse reprennent les thèmes cosmogoniques, mythologiques et métaphysiques.

### Le clergé sous les Sassanides
L'unification du clergé sous les Sassanides fut surtout l'œuvre du mōwbed Kartir, dont la carrière commença sous le règne de Chapour Ier et qui devint mōwbedan sous le règne de son successeur. Le clergé se décompose ainsi : les prêtres de rang supérieur, ou mōwbed, qui s'occupent chacun d'un district ecclésiastique et sont placés sous l'autorité du mōwbedan, une sorte de pape. Les grands mōwbed, forment une sorte de collège. Il faut aussi signaler les herbeds, des laïcs chargés de l'enseignement et les rad, des juges très haut placés, qui peuvent souvent avoir plus de pouvoir que les mōwbed.

### Application
La religion zoroastrienne reste durant toute la période sassanide, et même plus généralement, toujours déchirée entre les besoins terrestres et les commandements spirituels. Très repliée sur elle-même, assez proche du judaïsme de l'Ancien Testament, la réforme mazdéenne du zoroastrisme prône des positions souvent intolérantes, qui mènent à des persécutions (chrétiens, juifs, manichéens, et diverses écoles de théologie divergentes). Elle se retrouve en constante position de faiblesse vis-à-vis d'autres religions qui ont des textes écrits : ainsi le manichéisme — tentative syncrétiste qui intéresse au début Chapour Ier avant d'être sévèrement réprimée au IIIe siècle par ses successeurs — continue de survivre grâce à la mise par écrit de ses principes. Le manichéisme, culte fondé par Mani, fils de Pātik, dont l'ascendance remontait à la noblesse parthe, est une religion syncrétiste qui prône avant toute autre chose la tolérance et l'acceptation des autres cultes, et pour ses formes les plus poussées l'ascèse et le végétarisme. Mani lui-même se revendiquait comme disciple du Nazaréen (Jésus de Nazareth), mais aussi de Bouddha et de Zoroastre. Plus que toute autre chose, il invitait les hommes à propager une foi généreuse, qui n'exclurait aucune divinité, aucun messager, qui rassemblerait toutes les croyances sous un même temple, ou chacun pourrait prier son dieu. Il expliquait le monde par la dualité, le fait que dans tout être il y ait une part de ténèbres et une part de lumière. Les chercheurs ont eu du mal à mettre la lumière sur ce prophète longtemps oublié. En effet, de son œuvre, il ne reste presque rien. L'auteur Amin Maalouf en a écrit une biographie romancée : Les Jardins de Lumière. Mani était aussi médecin, peintre et philosophe. Même si son enseignement eut un grand succès auprès du peuple, il ne plut évidemment pas à la caste religieuse des mages, qui voyait en lui un fauteur de trouble. Mais Mani se rapprocha de la famille régnante, notamment grâce à ses talents de guérisseur, et devint un personnage estimé par le roi des rois Chapour Ier. Il lui dédicaça un livre, le Shabuhragan. Il devint au fil du temps son conseiller, et peut être même un ami. Le roi des rois lui accorda sa protection contre les mages, qui voyaient d'un mauvais œil ce rapprochement entre ce prophète et le roi sassanide. Le manichéisme connut alors son heure de gloire.
Chapour se lia aussi d'amitié avec un rabbin nommé Shmouel ben Nahman. Ceci favorisa les relations avec la communauté juive, et retarda les lois répressives que les futurs rois dirigeront contre elle. Cependant des différends les opposaient, même si tous deux voulaient « conquérir », ce n'était pas de la même manière. Chapour Ier le faisait par les armes, tandis que Mani le faisait par les mots. Après la mort du roi des rois, son fils cadet lui succéda mais mourut peu de temps après, probablement assassiné par le maître des mages, Kartir, car il adhérait amplement aux croyances manichéennes. Vahram Ier lui succéda. Sous l'influence de la caste des mages zoroastriens et du grand prêtre Kartir, il méprisait le manichéisme et finit par mettre à mort son fondateur. Vahram II suivit aussi les préceptes des prêtres zoroastriens,. Les disciples de Mani l'appellent « mani-hayy », ce qui signifie en persan Mani le Vivant, en opposition à sa mise à mort. Le mot se transforma en manikeios, d'où manichéisme. Le manichéisme survécut dans certaines sectes bouddhistes, et on retrouve son influence en Occident, chez les Cathares par exemple. Il s'éteindra définitivement vers le XVIe siècle.

## Vie intellectuelle et scientifique
La civilisation sassanide ne possédait pas forcément un grand pouvoir inventif, mais elle reprit souvent des éléments d'autres civilisations, comme l'écriture ou la monnaie, adaptés et intégrés dans sa propre culture. Les Sassanides se signalent par la réalisation d'objets artisanaux, et font preuve d'une grande habileté manuelle, notamment pour les monnaies et la glyptique. Un trait particulier est le trilinguisme national : le pehlevi (moyen perse), le grec et le parthe sont trois langues couramment parlées à cette époque par un grand nombre de Sassanides. On retrouve notamment ce trait dans les inscriptions rupestres, pour la plupart bilingues ou trilingues.
L'académie de Gondichapour, fondée par Chapour Ier, est un élément remarquable de la culture sassanide. Contenant notamment une faculté de médecine, où les enseignements s'appuient sur les principes grecs d'Aristote et de Gallien, apportés dans l'Empire Sassanide par le biais des chrétiens nestoriens. La médecine notamment se développe, par le biais de médecins étrangers (grecs en particulier), en raison des problèmes de souillure rituelle liés à la religion mazdéenne. De nombreux philosophes byzantins trouvent aussi refuge dans cette académie, après la fermeture par l'empereur byzantin des écoles d'Athènes (l'Académie de Platon entre autres), au cours d'un mouvement appelé Translatio studiorum. Une relation étroite existe alors entre philosophie, médecine, astronomie, foi et sciences.

### Littérature
Selon la tradition sassanide, le premier poème sassanide aurait été l'œuvre de Vahram V, mais resta isolé devant les réactions du clergé zoroastrien. Bien que cette légende soit fausse, puisque l'on sait qu'il existait déjà une tradition poétique chez les Parthes, et sans doute encore avant, elle témoigne du statut de la poésie à cette époque, considérée par le clergé comme un élément dangereux, car mensonger. Des sources arabes font référence à une littérature en moyen perse, et attestent ainsi de son existence. Plusieurs œuvres ont été conservées, parmi lesquelles on peut citer :
- l'Avesta, mis par écrit et complété à cette période ;
- les hymnes manichéens, dont certains existaient déjà avant les Sassanides ;
- les traductions de textes étrangers comme les fables de Kalîla wa Dimna, venues d'Inde, ou encore le livre de Sindibad, traduit à la période sassanide tardive ;
- le Khawtay namak, épopée nationale qui, au Xe siècle, inspira Ferdowsi pour son Livre des Rois.

### Musique
Il existe un assez grand corpus iconographique montrant des musiciens, et on sait par les sources qu'ils jouissent d'une grande faveur, notamment sous Khosro II. Le grand chanteur, instrumentiste et compositeur Barbod est ainsi le protégé de ce roi. La musique sassanide est à la base de la musique traditionnelle iranienne. On peut y noter l'importance donnée au chant, à la fois à travers des hymnes religieux (ghatas), encore chantés en Inde de nos jours, des chants exaltant la grandeur des monarques, les hauts faits des héros, ou la beauté de la nature et des sentiments humains. Certains de ces chants correspondent à des fêtes saisonnières. Mais la musique instrumentale tient aussi un rôle prépondérant. Les instruments sont de plusieurs sortes :
- à cordes pincées, comme des luths et des harpes ;
- à cordes frappées, notamment le santour ;
- à vent, à savoir des flûtes en roseau comme le ney et une sorte de hautbois ;
- à percussions.

La musique est monodique, c'est-à-dire qu'il n'y a qu'une mélodie, sans accompagnement au-dessous. Transmise oralement, elle laisse beaucoup de place à l'improvisation et peut être jouée dans de nombreuses circonstances. Il existe ainsi des musiques de guérison et des musiques de danse, par exemple.
La musique sassanide sera exportée vers l'Europe et l'Espagne. Elle est le point de départ de la musique arabo-andalouse, et les instruments utilisés actuellement dans la musique classique ont lentement évolué à partir des modèles orientaux, eux-mêmes très proches de ceux des Sassanides.

### Arts plastiques

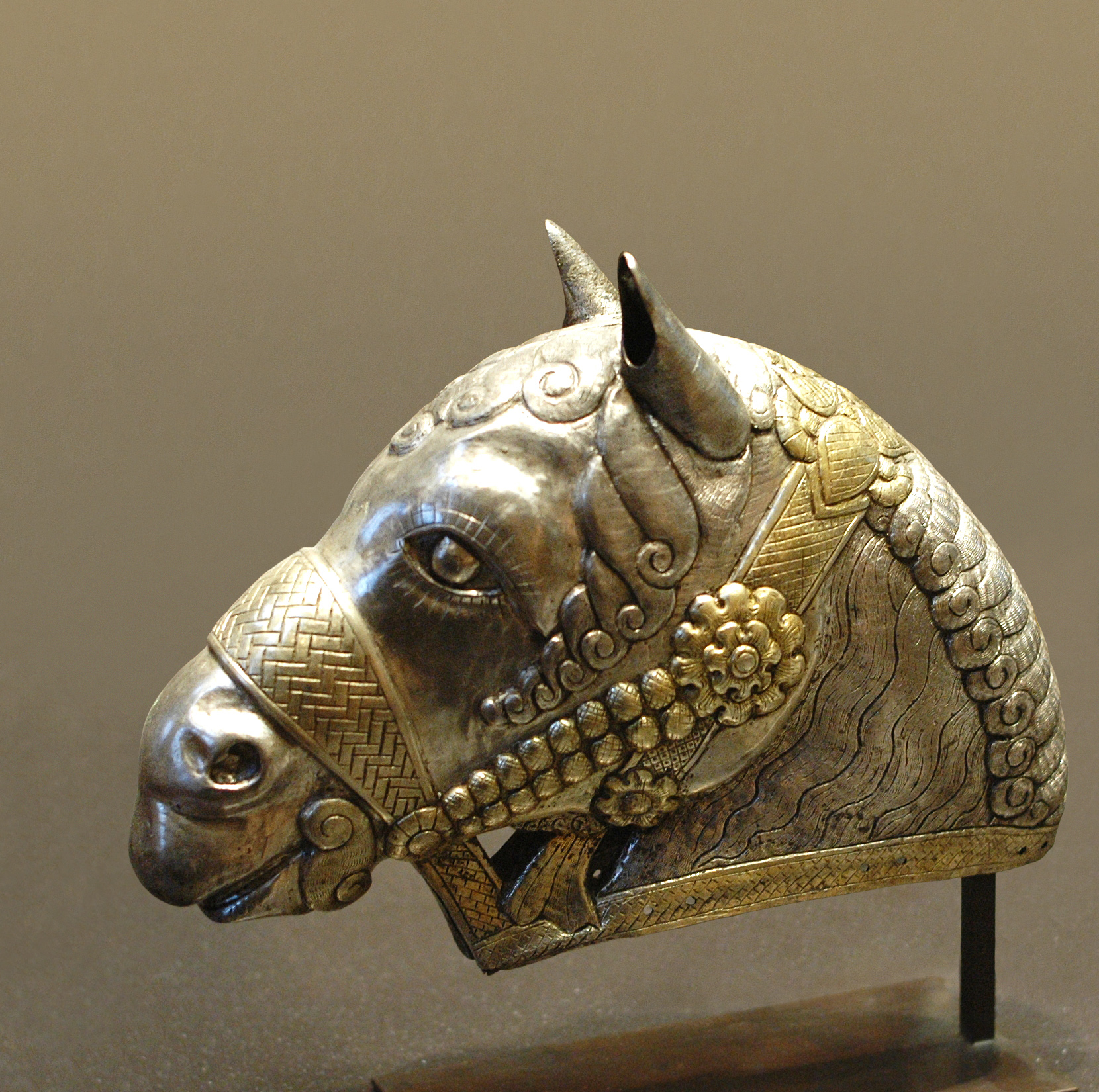
Tête de cheval sassanide trouvée près de Kerman (Iran). IVe siècle.

La période sassanide constitue un apogée pour les arts plastiques, elle se distingue par une production artistique très développée, permise par la richesse de l'Empire sassanide et sa position entre l'Empire romain à l'ouest et la Chine à l'est, au carrefour des échanges matériels et culturels entre de nombreuses civilisations. Des objets sont réalisés dans des matériaux les plus divers : verre, argent, pierre dure comme le cristal de roche, tissus, etc. L'urbanisme et l'architecture prennent également un essor considérable, avec la création de formes nouvelles comme le tchahar taq, ou l'utilisation de techniques et de motifs romains.